# Lantic
Lantic (bret. Lannidig) – miejscowość i gmina we Francji, w regionie Bretania, w departamencie Côtes-d’Armor.
Według danych na rok 1990 gminę zamieszkiwało 1075 osób, a gęstość zaludnienia wynosiła 68 osób/km² (wśród 1269 gmin Bretanii Lantic plasuje się na 550. miejscu pod względem liczby ludności, natomiast pod względem powierzchni na miejscu 630.).